# Lo squalo (film)
Lo squalo (Jaws) è un film del 1975 diretto da Steven Spielberg.
Basato sull'omonimo romanzo di Peter Benchley, racconta di un grande squalo bianco che uccide dei bagnanti sull'isola di Amity, spingendo il capo della polizia locale a cercare di ucciderlo con l'aiuto di un biologo marino e di un cacciatore di squali. Il film è interpretato da Roy Scheider nel ruolo del capo della polizia Martin Brody, Richard Dreyfuss in quello dell'oceanografo Matt Hooper, Robert Shaw nei panni del cacciatore di squali Quint, Murray Hamilton in quelli del sindaco dell'isola di Amity e Lorraine Gary nel ruolo della moglie di Brody, Ellen. La sceneggiatura è accreditata sia a Benchley, che scrisse le prime bozze, che all'attore-sceneggiatore Carl Gottlieb, che riscrisse la sceneggiatura durante la lavorazione.
Girato soprattutto in esterni a Martha's Vineyard, Lo squalo fu il primo grande film girato in mare aperto e, di conseguenza, ebbe una produzione travagliata, superando il budget e il programma previsti. Poiché gli squali meccanici creati dal dipartimento artistico funzionavano male, Spielberg decise, in molte scene, di suggerire solamente la presenza dello squalo, impiegando un tema minaccioso creato dal compositore John Williams per indicare il suo avvicinamento. L'uscita del film su oltre 450 schermi fu eccezionalmente ampia per l'epoca e fu accompagnata da una massiccia campagna di marketing basata sugli spot televisivi e sul merchandising.
Lo squalo è stato il prototipo del blockbuster estivo ed è considerato uno spartiacque nella storia del cinema. La sua uscita fu considerata come un momento di svolta nella storia del cinema e per l'avvento della Nuova Hollywood.
Il film uscì nelle sale statunitensi il 20 giugno 1975, mentre in quelle italiane il 19 dicembre dello stesso anno, ricevendo l'attenzione della critica e del pubblico. Lo squalo divenne il film con maggior incasso nella storia, e lo rimase fino all'uscita di Guerre stellari (1977). Vinse tre premi Oscar per il montaggio, il sonoro e la colonna sonora a John Williams, oltre a consacrare la fama di Steven Spielberg, allora regista poco conosciuto di appena 28 anni, ed è spesso citato come uno dei film migliori di sempre. Fu seguito da tre sequel, nessuno dei quali vide la partecipazione di Spielberg o Benchley, e da molti thriller d'imitazione.
Nel 1998 l'American Film Institute lo ha inserito al quarantottesimo posto nella lista dei 100 migliori film americani di sempre, mentre nel 2007 è sceso al cinquantaseiesimo posto. Nel 2001 il film è stato selezionato per la conservazione nel National Film Registry degli Stati Uniti dalla Biblioteca del Congresso come "culturalmente, storicamente o esteticamente significativo".

## Trama
Nella cittadina balneare dell'Isola di Amity (nel New England), una ragazza di nome Chrissie lascia una festa notturna sulla spiaggia per fare una nuotata in mare, ma mentre nuota vicino a una boa viene improvvisamente afferrata da una forza sconosciuta e trascinata sott'acqua. Cassidy, un ragazzo invitato da Chrissie a nuotare, sente le sue urla ma si addormenta sulla riva ubriaco. Il mattino dopo, informa il capo della polizia locale Martin Brody e il suo vice Lenny Hendrix, che trovano i resti di Chrissie. Brody si è trasferito di recente sull'isola da New York e vive qui con la moglie Ellen e i due figli, Michael e Sean. Dopo che il medico legale ha concluso che potrebbe trattarsi di un attacco di squalo, Martin vorrebbe chiudere le spiagge, ma il sindaco Larry Vaughn lo convince a riconsiderare la situazione, temendo che le voci di uno squalo assassino possano spaventare i turisti e mettere a repentaglio l'economia estiva della cittadina. Il medico legale, apparentemente sotto pressione, ora concorda con la teoria del sindaco secondo cui si è trattato di un incidente con l'elica di una barca. Brody accetta con riluttanza la loro conclusione.
Nello stesso giorno, anche un ragazzino e un cane vengono uccisi, e questa volta molti testimoni, compresi anche Martin e la sua famiglia, assistono alla scena. La madre del bambino, disperata, mette una taglia di 3mila dollari sullo squalo, provocando una frenetica caccia tra i pescatori dilettanti. Quint, un rozzo pescatore locale che caccia squali da molti anni, offre i suoi servizi per 10mila, ma viene rifiutato. Nel frattempo, il biologo marino e ittiologo Matt Hooper, un esperto dell'Istituto oceanografo mandato ad Amity come consulente, fa presto amicizia con Martin ed esamina i resti mutilati di Chrissie, concludendo che è stata uccisa da uno squalo aggressivo e insolitamente grosso.
Dopo una confusa battuta di caccia collettiva, uno squalo tigre di tre metri viene catturato dai pescatori e la città pensa che il problema sia risolto. La madre del bambino, una volta appresa la notizia dell’uccisione dello squalo ricercato, affronta Brody e davanti a tutti lo incolpa per la morte del figlio. Hooper esprime dubbi che lo squalo tigre sia l'assassino e i suoi sospetti sono confermati quando, dopo averlo sventrato, non trova resti umani nella sua pancia. Hooper e Brody decidono di uscire di notte su un'imbarcazione da ricerca al largo della costa, cercando tracce del vero squalo killer e trovano la barca distrutta del pescatore locale Ben Gardner. Hooper va sotto la barca per esaminarla e rimuove un grande dente di squalo bianco dalla chiglia danneggiata, ma lo lascia cadere accidentalmente dopo aver scoperto il cadavere mangiato di Ben Gardner. Il giorno dopo, Hooper e Brody avvertono il sindaco Vaughn che il vero autore degli attacchi è un grande squalo bianco che ha scelto le acque di Amity come territorio per nutrirsi e può causare altri danni e morti finché rimane in circolazione. Tuttavia, il sindaco non gli crede e si rifiuta nuovamente di chiudere le spiagge, consentendo solo una maggiore sorveglianza.
Nel fine settimana del 4 luglio, i turisti affollano le spiagge e, dopo le prime esitazioni, molti decidono di fare il bagno in mare. Poco dopo, l'avvistamento dello squalo causa il panico tra i bagnanti, che escono precipitosamente dall’acqua. Tuttavia, si scopre che era uno scherzo di due ragazzini con una finta pinna di squalo. Quando la situazione si calma, il vero squalo viene visto entrare in un canale vicino, uccidendo un diportista e provocando uno shock a Michael, il figlio maggiore di Martin, in quel momento in acqua con gli amici. Martin quindi convince Vaughn, che è stato presente sulla spiaggia al momento della tragedia, ad assumere Quint.
Nonostante i rapporti tesi con Quint, Hooper e Brody partono con lui a bordo del suo peschereccio, l'Orca, per dare la caccia allo squalo. Durante il giorno, il mulinello da pesca di Quint inizia a girare e scattare, e sembra che lo squalo abbia abboccato. Quint resiste con la lenza d'acciaio mentre lo squalo dà prova di tutta la sua forza, e rimane sorpreso constatando che l'animale sembra essere dotato anche di una particolare astuzia, poiché si è posizionato sotto la barca, rendendo così più difficoltoso il tirare la lenza. Mentre Brody e Hooper cercano di tirare il cavo d'acciaio, questo si rompe e lo squalo si libera.
Mentre Brody ha il compito di disporre una linea di pastura, Quint aspetta un'altra opportunità per agganciare lo squalo. Senza preavviso, questi appare dietro la barca, spaventando Martin. Quint, stimando la sua lunghezza in otto metri ed il peso in tre tonnellate, lo arpiona con una gomena collegata ad un barile galleggiante per stancarlo e rendergli più difficile l'immersione, oltre a confermare la sua presenza, ma lo squalo tira sott'acqua il barile e scompare.

Il combattimento finale tra Martin Brody (Roy Scheider) e lo squalo bianco in una scena del film

Al calar della notte, gli uomini si ritirano sotto coperta e Quint e Hooper si scambiano storie da ubriachi sulle loro cicatrici, mentre l'unica cicatrice che Brody può mostrare è una da appendicectomia. Quint sorprende Hooper e Brody quando rivela di essere un veterano di guerra, superstite del naufragio della Indianapolis durante la guerra del Pacifico nel 1945. Mentre sta ricordando come gli squali avessero decimato i naufraghi prima dell'arrivo dei soccorsi, lo squalo riappare, danneggiando lo scafo con potenti colpi del muso e disabilitando l'alimentazione elettrica della barca, prima di dileguarsi. Gli uomini lavorano tutta la notte per riparare il motore. Il mattino dopo, recuperano il barile che si è staccato e lo squalo li attacca di nuovo. Brody cerca di chiamare la guardia costiera ma Quint, ossessionato dall'uccidere lo squalo senza assistenza esterna, distrugge la radio. Dopo un lungo inseguimento, Quint arpiona lo squalo con altri tre barili. Gli uomini lo legano alle gallocce di poppa, ma lo squalo trascina il battello all'indietro, allagando la sala motori. Quint si prepara a tagliare la cima per salvare la poppa, ma le gallocce si schiodano, mantenendo i tre barili attaccati allo squalo. Quest'ultimo quasi capovolge l'Orca e Quint si dirige verso la riva per attirare lo squalo in acque meno profonde, ma surriscalda il motore, che si guasta definitivamente.
Quint, con la barca in panne e senza idee, finalmente si arrende e chiede consiglio a Hooper; quest'ultimo propone di uccidere l'animale con una fiocina contenente del nitrato di stricnina. Hooper viene calato in acqua all'interno di una gabbia anti-squalo per tentare di arpionarlo, ma lo squalo colpisce Hooper da dietro e la fiocina cade sul fondo del mare. Mentre lo squalo si dimena tra i resti della gabbia, Hooper riesce a malapena a fuggire nascondendosi fra le rocce del fondale. Lo squalo si libera mentre Quint e Brody sollevano la gabbia distrutta. Vedendola vuota, i due credono che Hooper sia stato ucciso.
Poi lo squalo, seriamente infuriato, salta sulla barca, sfondando lo specchio di poppa con il suo enorme peso. Quint scivola lungo la poppa inclinata direttamente nella bocca dello squalo e viene divorato. Mentre la barca affonda, Brody cerca di combattere lo squalo con una bombola subacquea, infilandogliela nella bocca. Poi prende il fucile M1 Garand di Quint e si arrampica sull'albero della barca, cercando di stare fuori dall'acqua il più possibile. Lo squalo riemerge e Brody lo colpisce in testa con un arpione, ma senza esito. Con un ultimo e disperato tentativo, Brody spara alla bombola incastrata nella bocca dell'animale, provocando un'esplosione che uccide finalmente il predatore. Poco dopo, Hooper riemerge e lui e Brody tornano a nuoto verso Amity, aggrappati ai barili rimasti.

## Produzione

### Sviluppo

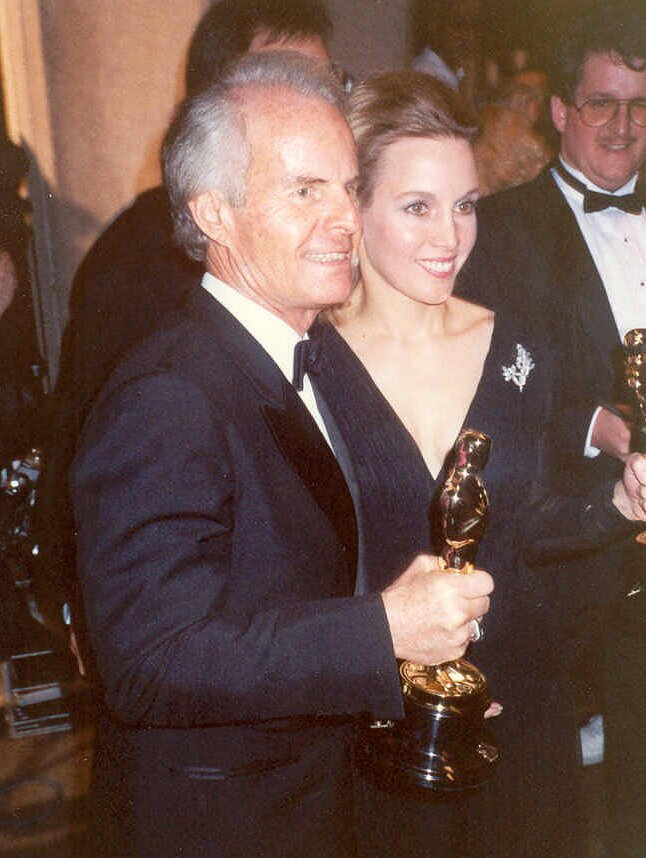
Il produttore Richard D. Zanuck

Richard D. Zanuck e David Brown, produttori della Universal, sentirono parlare del libro di Benchley nello stesso periodo di tempo. Entrambi i produttori furono d'accordo che fosse "la cosa più eccitante che avessero mai letto" e decisero di produrre il film. Si disse che se avessero letto il libro due volte non avrebbero mai realizzato il film, a causa della difficoltà di certe scene. I diritti dell'opera furono acquistati per circa 175.000 dollari.
Zanuck e Brown inizialmente pensavano di assumere John Sturges o Dick Richards ma, alla fine scelsero Spielberg, prima che uscisse il suo primo film, Sugarland Express (che era una loro produzione). Spielberg mantenne la trama base del romanzo rimuovendo però alcune sottotrame.
Quando acquistarono i diritti del romanzo, i produttori vollero la garanzia che l'autore avrebbe scritto una prima bozza della sceneggiatura; Benchley ne scrisse tre prima di uscire dal progetto. I produttori e Spielberg incaricarono Howard Sackler di riscrivere la sceneggiatura. Spielberg inviò lo scritto a Carl Gottlieb, chiedendogli una consulenza. Gottlieb riscrisse molte scene accentuando la suspense, mentre John Milius contribuì curando i dialoghi. A Spielberg venne richiesto di preparare una sua bozza, benché non sia chiaro se gli altri sceneggiatori ci abbiano lavorato sopra. La scelta degli sceneggiatori di inserire il racconto di Quint sull'Indianapolis causò controversie per l'attribuzione. Spielberg disse che tutto era nato da una collaborazione tra John Milius, Howard Sackler e l'attore Robert Shaw. Gottlieb diede maggiore credito a Robert Shaw, minimizzando il contributo di Milius.

### Cast

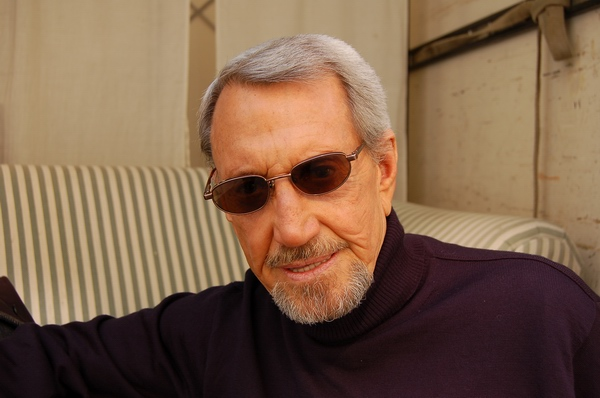
Roy Scheider interpreta il capo della polizia Martin Brody

Spielberg offrì il ruolo di Brody a Robert Duvall ma l'attore era interessato solo a interpretare Quint. Stando a quel che dice Spielberg, Charlton Heston espresse il desiderio di interpretare il ruolo ma Spielberg pensò che Heston possedesse una personalità e fama così grandi che avrebbe messo in secondo piano lo squalo, la vera star del film. Roy Scheider iniziò ad interessarsi al progetto dopo aver sentito uno sceneggiatore e Spielberg parlare ad un party di uno squalo che piombava su una barca; Spielberg non era inizialmente propenso a scritturare Scheider in quanto temeva che portasse sullo schermo un personaggio simile a quello già interpretato ne Il braccio violento della legge, ovvero sempre un poliziotto.
Il ruolo di Quint venne originariamente offerto agli attori Lee Marvin e Sterling Hayden, ma entrambi rifiutarono. I produttori Zanuck e Brown avevano da poco finito di lavorare con Robert Shaw in La stangata e lo suggerirono a Spielberg come possibile Quint. A Shaw non era piaciuto particolarmente il libro di Benchley, ma accettò la parte su consiglio della moglie, l'attrice Mary Ure, e della sua segretaria. Shaw basò la sua interpretazione sulla personalità di un pescatore locale.
Per il ruolo di Hooper, Spielberg aveva inizialmente pensato a Jon Voight. Richard Dreyfuss inizialmente rifiutò il ruolo, ma dopo aver visionato la sua pessima prova in un film che aveva appena finito di girare, richiamò immediatamente Spielberg accettando il ruolo, per paura che nessuno lo chiamasse più dopo quell'interpretazione. La prima persona ingaggiata per il cast fu Lorraine Gary, moglie del capo dello studio, Sid Sheinberg.

### Riprese

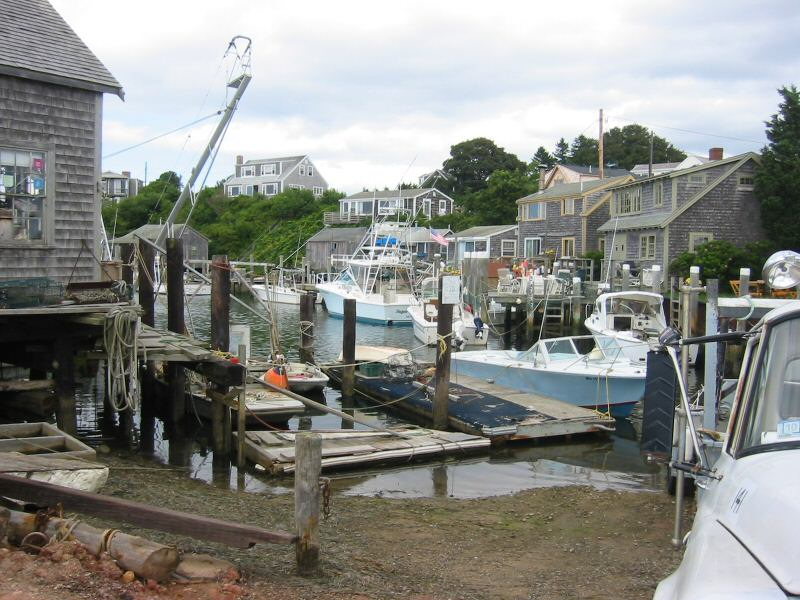
Scorcio del porto Menemsha a Martha's Vineyard usato nel film come ambientazione del porto dell'isola di Amity

Le riprese principali del film ebbero inizio nel maggio del 1974.
La località di ripresa fu l'isola di Martha's Vineyard in Massachusetts, scelta perché l'oceano ha un fondo sabbioso a soli 9 metri di profondità che si prolunga fino a 19 km al largo della costa. Questo consentiva sia un'agevole manovra degli squali meccanici, sia la scomparsa della terraferma nelle inquadrature della caccia, in modo da alimentare la sensazione di isolamento dei protagonisti. Il costo delle riprese superò notevolmente il budget prestabilito. David Brown disse che "il budget era stato di 4 milioni di dollari e le riprese lo fecero aumentare a 9 milioni". Le riprese in mare ebbero ulteriori problemi: barche indesiderate s'inserivano all'interno delle riprese, le macchine da presa erano bagnate e infine la barca dei protagonisti iniziò ad affondare sul serio, con gli attori a bordo. Scontenti, gli operatori diedero al film il nomignolo Difetti (Flaws in inglese, gioco di parole con il titolo originale, Jaws).
La scena nella quale Hooper trova la testa mozzata di un pescatore all'interno del relitto di uno scafo venne aggiunta dopo una prima visione del film. Dopo aver visto la reazione a questa proiezione, Spielberg disse che voleva "un po' più di urla" e, autofinanziandosi, spese tremila dollari per girare la scena dopo il rifiuto da parte degli Universal Studios. La testa del pescatore venne fabbricata in lattice e le riprese subacquee vennero girate in una piscina.

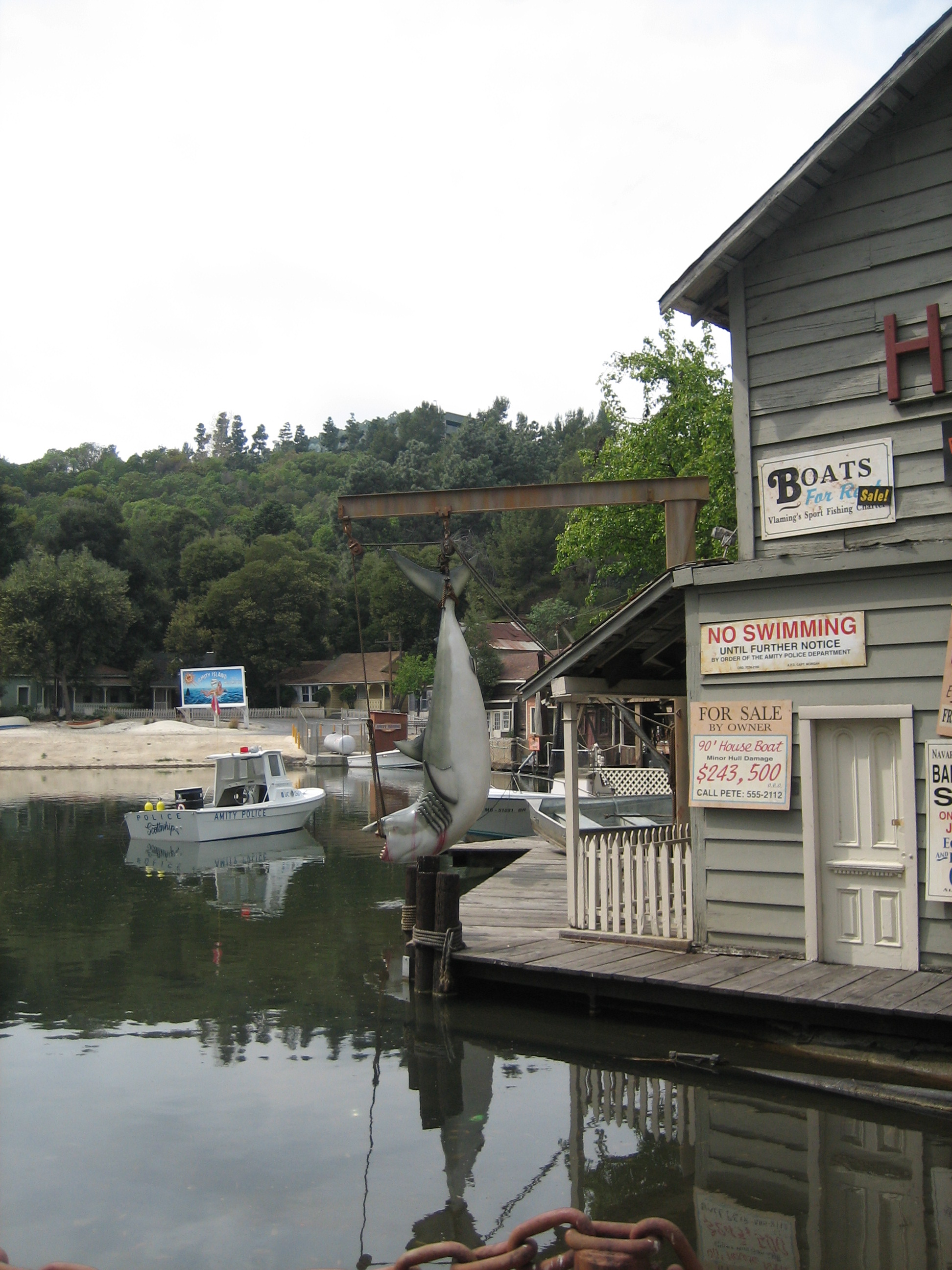
Riproduzione del porto dell'isola di Amity agli Universal Studios

Riprese con squali veri vennero girate da Ron e Valerie Taylor nei mari dell'Australia, con un attore nano chiuso in una piccola gabbia per squali creando l'illusione che lo squalo fosse enorme. Originariamente, la sceneggiatura prevedeva che lo squalo uccidesse Hooper all'interno della gabbia, ma durante le riprese, uno degli squali rimase intrappolato tra le sbarre della gabbia e iniziò ad agitarsi, distruggendola. La produzione considerò le riprese dell'incidente visivamente interessanti e decise quindi di inserirle nel film. Al momento delle riprese, la gabbia era però vuota e quindi la sceneggiatura venne cambiata permettendo a Hooper di sopravvivere.
Benché la durata delle riprese fosse stata stimata in 55 giorni, esse terminarono nel settembre 1974 a ben 159 giorni dall'inizio delle stesse. Spielberg, parlando di questo enorme ritardo, disse: "Pensavo che la mia carriera nel mondo del cinema fosse finita. Sentivo voci [...] dicevano che non avrei mai più lavorato in quanto nessuno aveva mai sforato i tempi di ripresa di 100 giorni." Spielberg non fu presente all'ultima ripresa, quella dell'esplosione dello squalo. Credeva infatti che l'intero cast avesse progettato di gettarlo in acqua a riprese ultimate. Da allora è tradizione che Spielberg sia assente alle ultime riprese dei suoi film.

### Effetti speciali
Vennero costruiti tre squali meccanici per la produzione: un modello intero per le riprese subacquee e quelle in cui l'animale si muoveva a fior d'acqua e due per girare a destra o sinistra, con un lato completamente cavo in modo da far alloggiare al suo interno i meccanismi idraulici. Venne anche utilizzata una pinna dorsale da far scorrere a pelo d'acqua. La loro costruzione venne supervisionata dal designer di produzione Joe Alves e dall'artista degli effetti speciali Bob Mattey. I continui malfunzionamenti degli squali meccanici ritardarono di diversi mesi le riprese, fecero lievitare il budget e misero a repentaglio la conclusione del film. Emblematico il giorno del collaudo, in cui lo squalo si adagiò sul fondale a causa degli impianti idraulici corrosi dall'acqua salata. Fu necessario l'intervento di alcuni sommozzatori per riportarlo in superficie. Non potendo più fare affidamento sugli squali meccanici, per procedere con le riprese si ricorse ad alcuni stratagemmi. Un esempio è l'utilizzo dei barili, il cui riaffiorare dalle acque indicava l'avvicinarsi dello squalo. Nonostante ciò, anziché nuocere al film, questa e altre soluzioni forzate incrementarono il livello di suspense delle scene, fornendo un tocco "alla Hitchcock".

## Colonna sonora

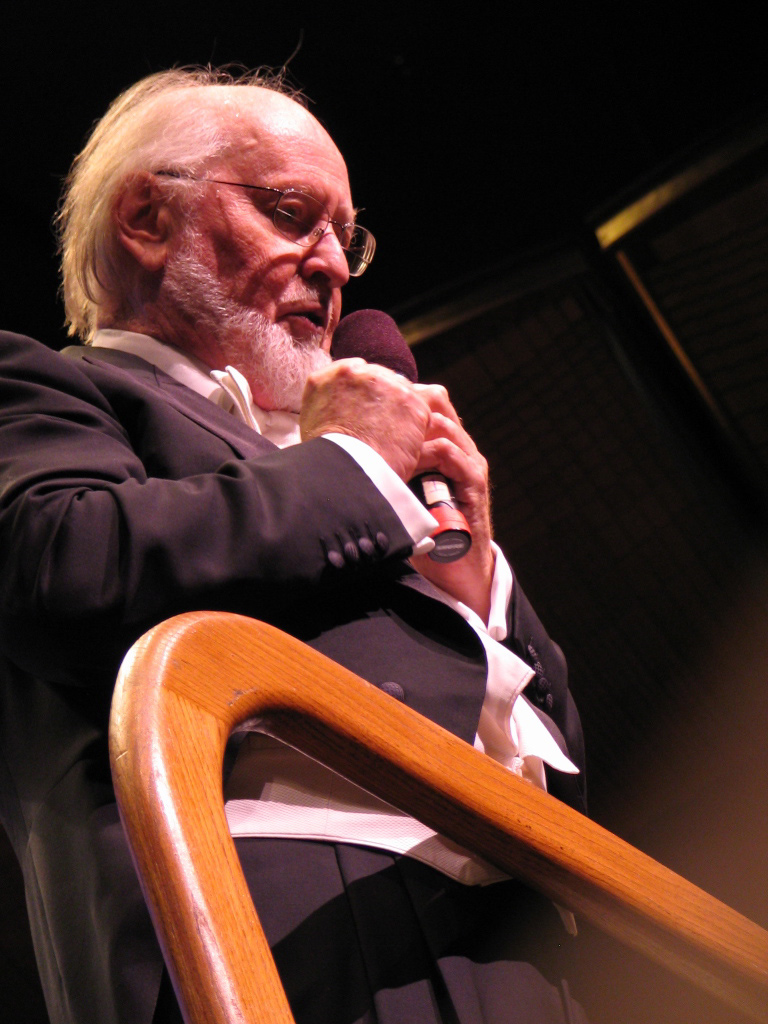
Il compositore John Williams

John Williams è il compositore della colonna sonora del film vincitrice del Premio Oscar e posizionata al sesto posto nella classifica AFI's 100 Years of Film Scores. Il tema principale, un semplice motivo giocato soprattutto sull'alternanza di due note, mi e fa, è diventato un classico della suspense, sinonimo di pericolo imminente. Il tema della colonna sonora fu eseguito mediante una tuba da Tommy Johnson. Quando Johnson chiese perché la melodia, scritta in un registro alto per la tuba, fosse eseguita da questo strumento e non dal più appropriato corno francese, Williams rispose che voleva suonasse "un po' più minacciosa". Quando il pezzo venne eseguito la prima volta per Spielberg, egli disse di aver riso in faccia a John Williams pensando che fosse uno scherzo. Spielberg più tardi disse che senza la colonna sonora di John Williams il film non avrebbe avuto nemmeno la metà del successo che aveva ottenuto, e Williams grazie a questa colonna sonora fece fare un salto alla sua carriera.. Williams aveva precedentemente composto la colonna sonora del film di debutto di Spielberg, Sugarland Express, e ha collaborato con lui nella maggior parte dei suoi film.
La composizione contiene richiami da La sagra della primavera di Igor' Stravinskij, in particolar modo l'inizio dell'Adorazione della Terra. Altro brano che può aver influito è la colonna sonora composta da Ed Plumb per il film della Walt Disney Bambi, nel quale usa un basso, ripetitivo motivo musicale per suggerire l'imminente pericolo, fuori dallo schermo, dell'uomo. La musica può essere pure comparata al tema scritto da Bernard Herrmann per il film di Alfred Hitchcock Psycho, nel quale la musica segnala la presenza di un pericolo che non si vede.
Ci sono varie interpretazioni sul significato del tema. Qualcuno pensa che l'alternanza delle due note esprima il battito cardiaco dell'animale, all'inizio lento e controllato, che durante la caccia cresce freneticamente, fino al momento dell'attacco. Una seconda interpretazione collega l'alternarsi delle due note al movimento della coda dello squalo durante l'attacco. Un critico pensa che il punto di forza del tema sia la capacità di creare un "forte silenzio", improvvisamente interrotto dal climax creato dal tema stesso. Inoltre, lo spettatore è condizionato ad associare il tema allo squalo, essendo eseguito solamente quando questo appare. Questo tema è riconosciuto come uno dei migliori di tutti i tempi.
La colonna sonora originale di Lo squalo venne pubblicata dall'MCA nel 1975, mentre in versione CD nel 1992, includendo circa mezz'ora di musica che John Williams ha riedito per l'album. Nel 2000 vennero distribuite due versioni della colonna sonora: una nuova registrazione dell'intera colonna sonora del film eseguita dalla Royal Scottish National Orchestra diretta da Joel McNeely; l'altra venne distribuita dalla Decca/Universal in concomitanza con l'uscita del DVD per il venticinquesimo anniversario del film. Questa versione contiene tutti i 51 minuti della versione originale. L'altra versione è stata criticata per aver cambiato strumentazione e tempo rispetto a quella originale, benché sia comunque apprezzata per la qualità del suono.

## Distribuzione

### Data di uscita
Le date di uscita internazionali nel corso del 1975 sono state:
- 20 giugno negli Stati Uniti[36][37]
- 19 dicembre in Italia (Lo squalo)[38][39][40]

### Divieti
Diverse nazioni imposero dei divieti ad un pubblico minore:
- Portogallo: vm 12
- Islanda: vm 16
- USA: vm 14
- Brasile: vm 14
- Perù: vm 14
- Argentina: vm 18
- Australia: vm 12
- Cile: vm 18

- Danimarca: vm 15
- Francia: vm 12
- Irlanda: vm 15
- Giappone: vm 12
- Paesi Bassi: vm 16
- Norvegia: vm 15
- Svezia: vm 15
- Finlandia: vm 16

### Edizione italiana
Il doppiaggio italiano originale del 1975 venne eseguito dalla C.D. - Cooperativa Doppiatori e diretto da Renato Izzo su dialoghi di Alberto Piferi. Il film venne poi ridoppiato nel 2004 per l'edizione DVD dalla Dubbing Brothers International Italia sotto la direzione di Teo Bellia.
Nel 2012, in occasione dell'edizione in Blu-ray Disc, il doppiaggio originale è stato ripristinato, venendo inserito nel BD insieme al ridoppiaggio (il primo in DTS 2.0, il secondo in DTS 5.1). Nella trasmissione TV, invece, viene utilizzato solo il ridoppiaggio.

## Accoglienza

### Incassi

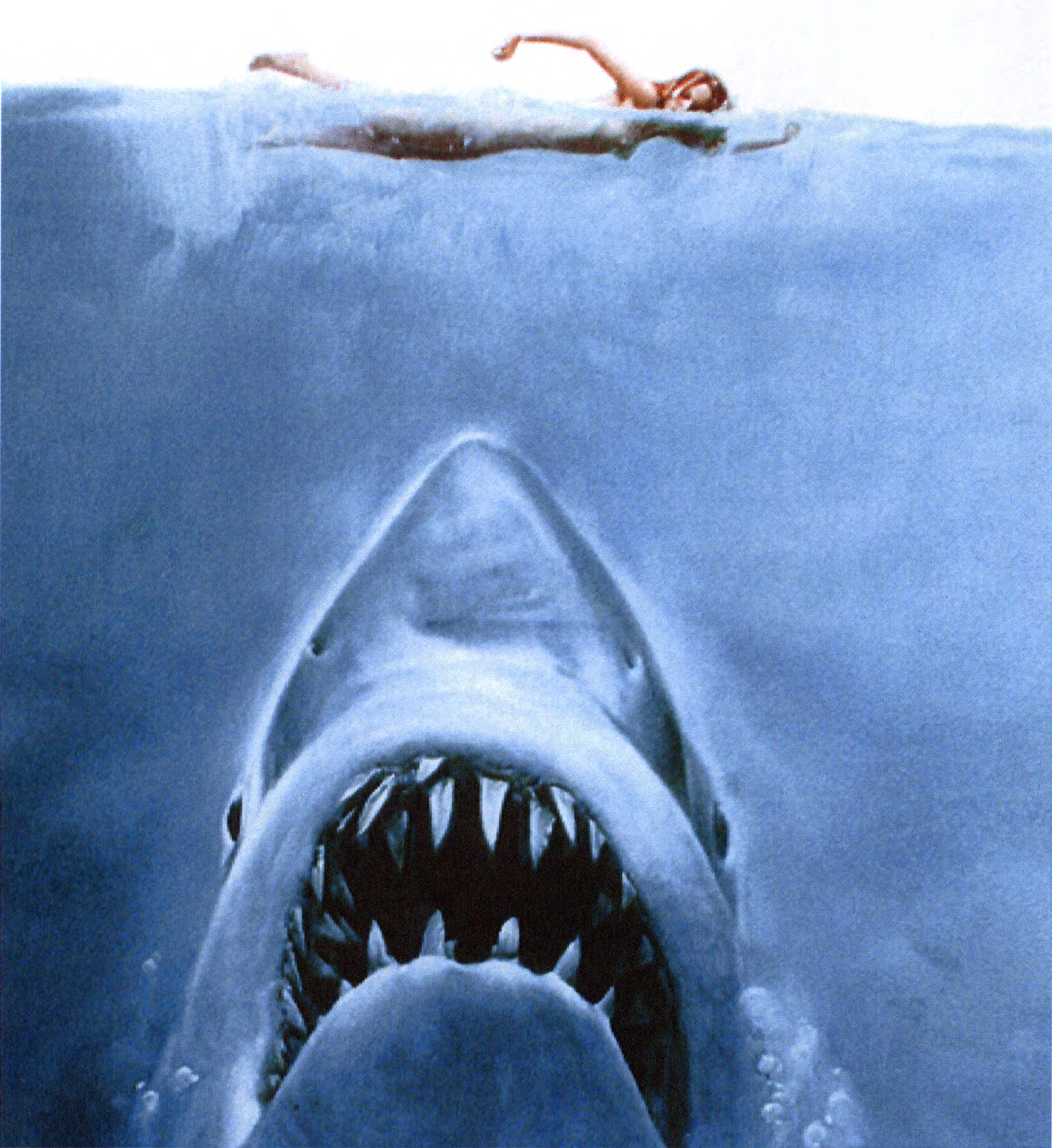
Una variante della copertina del romanzo, simile alla locandina del film

Lo squalo fu il primo film ad avere una massiccia distribuzione iniziale nelle sale. Per questo è considerato come punto di riferimento in tema di distribuzione e marketing. Prima di esso i film venivano inizialmente proiettati in un numero limitato di sale, principalmente nelle grandi città, permettendo così di avere una serie di prime. Con l'aumentare del successo, grazie anche al passaparola, i distributori estendevano le proiezioni ad altre sale. Qualche film avrebbe poi avuto una distribuzione su larga scala, ma sempre partendo da poche sale nei primi giorni di apertura.
Lo squalo utilizzò anche una strategia di marketing poco seguita al tempo, la pubblicità a livello nazionale, specialmente televisiva (un mese prima la Columbia aveva usato la stessa strategia di marketing con il thriller di Charles Bronson, Dieci secondi per fuggire, ottenendo però un successo mediocre). Lo spezzone pubblicitario conteneva venticinque-trenta secondi di filmato ogni sera e venne trasmesso nelle prime serate dei network televisivi tra il 18 e il 20 giugno 1975. Il direttore esecutivo dell'Universal, Sidney Sheinberg, scelse questa strategia perché pensò che avrebbe potuto ammortizzare i costi pubblicitari in poco tempo, cosa che accadde.
Dopo il successo, Lo squalo fu preso come modello da seguire per la distribuzione dei film. Peter Biskind scrisse: «Il film sminuisce l'importanza delle recensioni scritte, cosa impossibile per un piccolo prodotto, trovando il suo pubblico solamente grazie alla buona qualità. [...] In questo senso, Spielberg è stato il cavallo di Troia che ha fatto sì che gli studios riassettassero il loro potere». Anche l'autore Thomas Schatz scrisse a proposito dell'impatto del film:
(Thomas Schatz)
A seguito del successo del film gli studios iniziarono a distribuire e pubblicizzare i film su scala nazionale. Inoltre, il successo de Lo squalo fece in modo che anche l'estate divenisse un periodo ottimo per la distribuzione di una pellicola.
Quando Lo squalo uscì in America, il 20 giugno 1975, venne distribuito in 464 sale. Successivamente, il 25 luglio, le sale aumentarono fino a 675. Durante il primo fine settimana il film incassò più di 7 milioni di dollari e rimase primo in classifica per le successive cinque settimane. Ben presto superò gli 89 milioni di dollari realizzati dall'allora campione al botteghino americano, L'esorcista (1973), divenendo il primo film ad incassare 100 milioni di dollari al botteghino. Il dipartimento di marketing della Universal pubblicò degli annunci in cui si vedeva lo squalo ingoiare i titoli che detenevano i precedenti record di incasso: La stangata (1973), L'esorcista (1973) e Il padrino (1972) finirono nelle sue fauci. La pellicola divenne il film di maggior successo di tutti i tempi, con un incasso in patria di 260 milioni di dollari.
Al termine della sua vita distributiva in sala, aveva incassato 476 milioni di dollari in tutto il mondo e detenne il record di maggior incasso della storia del cinema fino al debutto di Guerre stellari, due anni dopo. Attualmente occupa il 276º posto nella classifica dei miglior incassi della storia del cinema. Lo squalo e Guerre stellari sono considerati punti di riferimento per il modo di fare film negli Stati Uniti, alla conclusione del periodo della Nuova Hollywood.
In Italia si classificò al secondo posto tra i primi 100 film di maggior incasso della stagione cinematografica 1975-1976. Uno studio francese stima che Lo squalo abbia venduto 9,3 milioni di biglietti nella sale italiane, classificandolo come 50° film col maggiore incasso in Italia secondo il tasso d'inflazione.

### Critica
Lo squalo ricevette recensioni per lo più positive al momento dell'uscita. Sull'aggregatore Rotten Tomatoes ha un indice di gradimento del 97% basato su 147 recensioni, con un voto medio di 9 su 10; il suo consenso critico recita: "Una narrazione avvincente e ben congegnata e un giudizioso senso di terrore assicurano che Lo squalo di Steven Spielberg sia rimasto un punto di riferimento nell'arte di offrire brividi da successo cinematografico moderno." Metacritic riporta che il film ha un punteggio medio ponderato di 87 su 100 sulla base di 21 recensioni, indicando "acclamazione universale".
Roger Ebert del Chicago Sun-Times assegnò al film quattro stelle, definendolo "un film d'azione sensazionalmente efficace, un thriller spaventoso che funziona ancora meglio perché è popolato da personaggi che sono stati trasformati in esseri umani". A.D. Murphy di Variety elogiò le capacità registiche di Spielberg e definì la performance di Robert Shaw "assolutamente magnifica". Secondo Pauline Kael del New Yorker fu "il più allegro e perverso film di paura mai realizzato... con più entusiasmo dei primi film di Woody Allen, molto più elettrizzante, ed è divertente in un modo alla Woody Allen". Per la rivista New York Times, Frank Rich scrisse: "Spielberg è benedetto da un talento che è assurdamente assente dalla maggior parte dei registi americani di questi tempi: quest'uomo sa davvero come raccontare una storia sullo schermo. Parla bene dei doni di questo regista il fatto che alcune delle sequenze più spaventose di Lo squalo siano quelle in cui non vediamo nemmeno lo squalo." Scrivendo per la rivista New York, Judith Crist descrisse il film come "un esilarante intrattenimento d'avventura di prim'ordine" e si complimentò per le sue interpretazioni e gli "straordinari risultati tecnici". Rex Reed elogiò le scene d'azione "snervanti" e concluse che "per la maggior parte, Lo squalo è un film horror avvincente che funziona magnificamente in ogni campo".
Al film non mancarono critiche negative. Vincent Canby del New York Times scrisse: "È una scelta di come questo film cerca di farci provare appena simpatia per le vittime dello squalo. Nei migliori film, i personaggi si rivelano come membri attivi dell'azione. In film come Lo squalo, i personaggi sono semplicemente funzioni dell'azione... come i macchinisti che muovono oggetti di scena e forniscono informazioni quando è necessario". Lo ha descritto come "il tipo di sciocchezza che può essere molto divertente". Charles Champlin del Los Angeles Times non fu d'accordo con la valutazione PG del film, dicendo che "Lo squalo è troppo raccapricciante per i bambini e rivolterebbe lo stomaco degli impressionabili a qualsiasi età. È un piccolo lavoro che deve tutto alla grandezza del suo impatto." La critica più diffusa fu quella riguardante l'azione dello squalo meccanico, benché esso si veda solamente nei momenti finali del film.
Nel 2010 sono state avanzate delle critiche da parte dei conservazionisti. Essi criticarono il film a causa "dell'effetto squalo" che avrebbe ispirato "legioni di pescatori che issano a bordo delle barche e uccidono migliaia di squali solo per cacciarne la pinna" non preoccupandosi del rischio di estinzione della specie.

## Riconoscimenti
- 1976 - Premio Oscar
  - Miglior montaggio a Verna Fields
  - Miglior sonoro a Robert L. Hoyt, Roger Herman Jr., Earl Madery e John R. Carter
  - Miglior colonna sonora a John Williams
  - Candidatura al miglior film a Richard D. Zanuck e David Brown
- 1976 - Golden Globe
  - Miglior colonna sonora a John Williams
  - Candidatura Miglior film drammatico
  - Candidatura Migliore regia a Steven Spielberg
  - Candidatura Migliore sceneggiatura a Peter Benchley e Carl Gottlieb
- 1976 - Premio BAFTA
  - Miglior colonna sonora a John Williams
  - Candidatura Miglior film
  - Candidatura Migliore regia a Steven Spielberg
  - Candidatura Miglior attore protagonista a Richard Dreyfuss
  - Candidatura Migliore sceneggiatura a Peter Benchley e Carl Gottlieb
  - Candidatura Miglior montaggio a Verna Fields
  - Candidatura Miglior sonoro a John R. Carter e Robert L. Hoyt

- 1976 - Saturn Award
  - Miglior film del 1975
  - Miglior pubblicità a Clark Ramsey
- 1976 - American Cinema Editors
  - Miglior montaggio a Verna Fields
- 1976 - Directors Guild of America
  - Candidatura DGA Award a Steven Spielberg
- 1976 - Golden Screen
  - Golden Screen
- 1976 - Grammy Award
  - Miglior colonna sonora a John Williams
- 1976 - People's Choice Award
  - Film preferito
- 1976 - Writers Guild of America
  - Candidatura WGA Award a Peter Benchley e Carl Gottlieb
- 2005 - Satellite Award
  - Candidatura Miglior DVD
- 2024 - Online Film and Television Association (OFTA) Film Hall of Fame[68]
  - Miglior personaggio a Robert Shaw

### Classifiche
Lo Squalo vinse tre Premi Oscar per Miglior Montaggio, Miglior Colonna Sonora e Miglior Suono. Fu anche nominato come Miglior Film, perdendo in favore di Qualcuno volò sul nido del cuculo, mentre Spielberg non fu candidato come Miglior Regista. Oltre a ciò il film si è inserito in numerose classifiche di rilevanza mondiale:
- È stato presente nella classifica dei migliori 250 film nell'Internet Movie Database.[71]
- Nel 2008 venne considerato da Empire come il quinto film più bello mai realizzato.[72]
- Il personaggio di Quint è situato al 50º posto nella lista The 100 Greatest Movie Characters of All Time stilata sempre da Empire.[73]
- Nel 2003 venne incluso nella lista dei 1000 migliori film edita dal The New York Times.[74]
- Nel 2010 anche Total Film lo selezionò come uno dei The 100 Greatest Movies of All Time.[75]
- Nel 1998 l'American Film Institute l'ha inserito al quarantottesimo posto della classifica dei migliori cento film statunitensi di tutti i tempi,[76] mentre dieci anni dopo, nella lista aggiornata, è sceso al cinquantaseiesimo posto.[77]
- Risulta al secondo posto in una classica simile per i film thriller, 100 Years... 100 Thrills.[78]
- È alla posizione n. 1 nella miniserie di cinque ore del network Bravo The 100 Scariest Movie Moments (2004).[79]
- In una classifica simile, la Chicago Film Critics Association lo pone al sesto posto tra i film più spaventosi mai creati.[80]
- Lo squalo mangia-uomini è posto alla diciottesima posizione nella classifica dei cattivi dell'AFI's 100 Years... 100 Heroes and Villains, che mostrano i "migliori" cattivi di tutti i tempi.[81]
- Si colloca sempre al primo posto nella classifica stilata dagli studenti del Wayne State University sui migliori venti film della 20th Century (2007).[82]
- Nel 2001 la United States Library of Congress ritenne il film "culturalmente significante" e lo inserì nel National Film Registry.[83]
- Nel 2005, l'American Film Institute ha votato la frase di Roy Scheider Abbiamo bisogno di una barca più grossa come la n. 35 nella classifica top 100 movie quotes[84]
- La composizione di John Williams è alla posizione n. 6 nella classifica AFI's 100 Years of Film Scores..[85]
- Nel 2006 la sceneggiatura del film venne considerata dal Writers Guild of America la 63ª migliore mai scritta.[86]
- Il 18 giugno 2017 la rivista Empire lo ha inserito all'8º posto nella lista dei 100 migliori film mai realizzati.[87]

## Influenza culturale

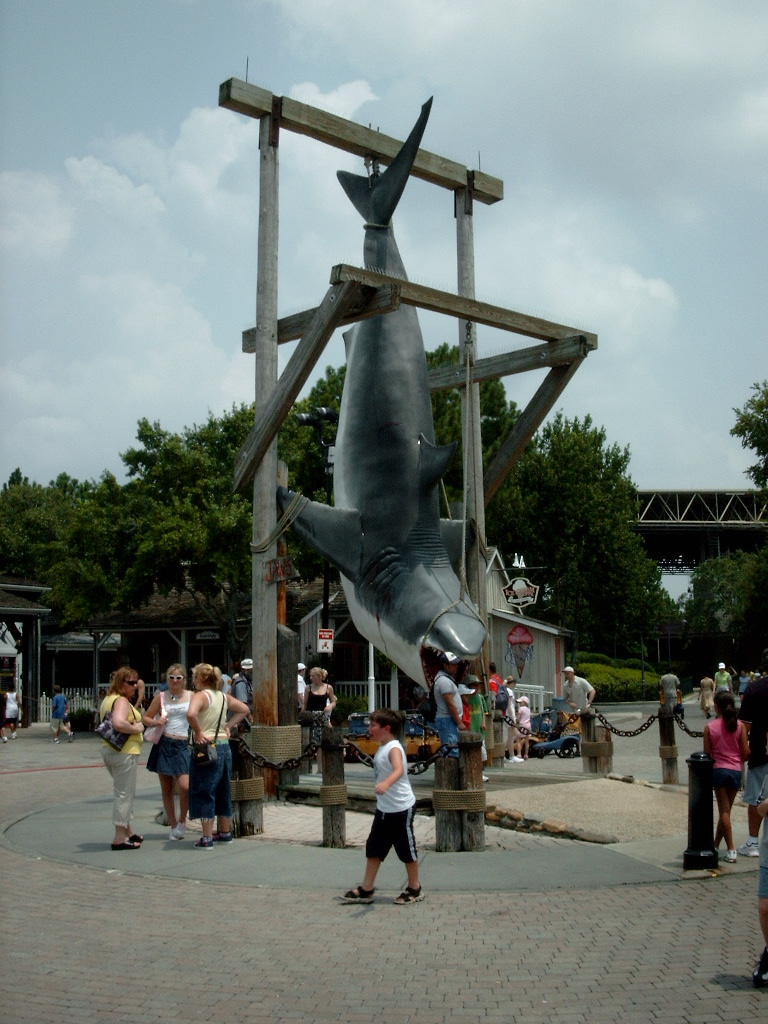
Modello dello squalo all'Universal Studios di Orlando (Florida)

Lo squalo richiama molte opere artistiche e letterarie, la più nota delle quali è Moby Dick di Herman Melville. Il personaggio di Quint ricorda il Capitano Achab, l'ossessionato capitano del Pequod che dedica tutta la sua vita alla caccia della balena bianca. Il monologo di Quint mostra la sua voglia di vendetta verso gli squali, e anche la sua barca, l'Orca, è chiamata come il nemico naturale degli squali. Nel libro e nella sceneggiatura originale, invece di essere ucciso dallo squalo, Quint muore dopo essere stato trascinato sul fondo dell'oceano da un arpione attaccato alla sua gamba in maniera molto simile alla morte di Achab nel libro di Melville. Un riferimento evidente di queste somiglianze lo si può trovare nella sceneggiatura originale dove Quint è introdotto mostrandolo mentre guarda un adattamento cinematografico di Moby Dick. In ogni caso le scene da Moby Dick, la balena bianca potrebbero non essere state date in licenza da Gregory Peck, l'unico ad averne i diritti. La scena finale del film, nella quale gli uomini inseguono lo squalo e tentano di arpionarlo con dei barili galleggianti, avviene come l'inseguimento di Moby Dick nel libro.
La prima mezz'ora del film, dove Brody fallisce nel tentativo di convincere la cittadinanza della presenza di un grande squalo bianco al largo delle spiagge, assomiglia al dramma Un nemico del popolo (1882) di Henrik Ibsen. In quest'opera, un ordinario cittadino di una piccola città costiera scopre che le acque dei bagni del locale stabilimento termale sono contaminate, ma si dovrà scontrare con la rabbia e le reazioni della gente prima di giungere alle sue conclusioni.
Qualcuno ha anche notato l'influenza di due film horror fantascientifici degli anni cinquanta, Il mostro della laguna nera e Il mostro che sfidò il mondo. Ci sono anche riferimenti visivi che richiamano altri film come il cosiddetto Effetto Vertigo nella reazione di Brody all'attacco dello squalo davanti alla spiaggia. Questo tipo di ripresa utilizza la tecnica del dollying muovendo in avanti la macchina da presa mentre nello stesso momento si fa uno zoom all'indietro, creando un effetto visivo reso celebre da Alfred Hitchcock nel suo film del 1958 La donna che visse due volte (titolo originale Vertigo, da cui il nome dell'effetto visivo).
Lo squalo fece capire quanto un film potesse trarre beneficio da una vasta distribuzione preceduta da pubblicità massiccia, al contrario delle uscite progressive in uso precedentemente. Invece di pubblicizzare il film col passaparola, Hollywood lanciò un'efficace campagna promozionale televisiva dal costo di circa 700.000 dollari. Un vasto lancio nazionale diventò lo standard per tutti i kolossal, dalla fine degli anni settanta.

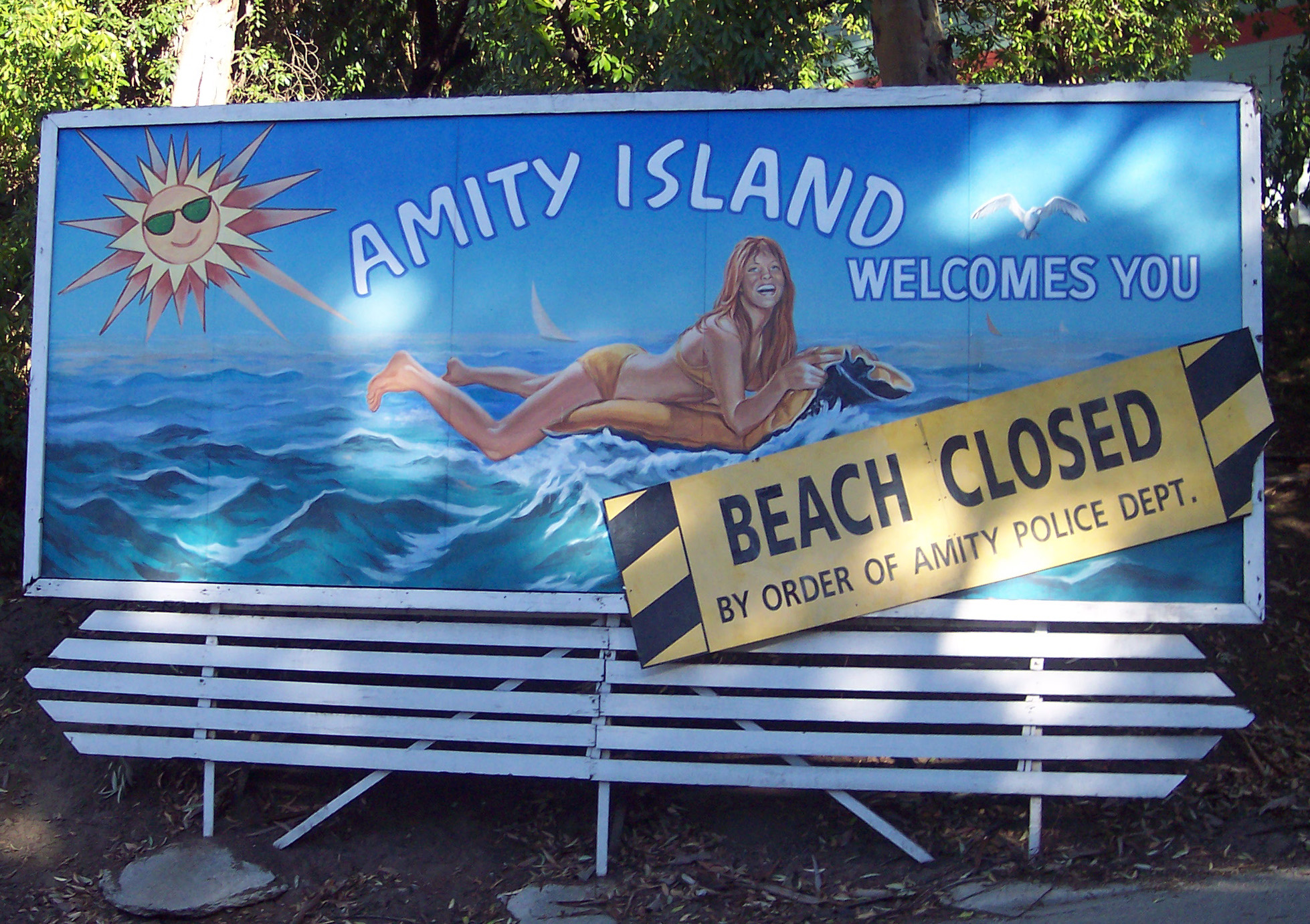
Cartellone posto all'ingresso dell'attrazione basata sul film all'Universal Studios Hollywood

Il film provocò così tanta paura che le spiagge ebbero un numeroso calo di presenze nel 1975, a causa del suo profondo impatto. Benché sia un classico del cinema d'azione (la sequenza iniziale è stata votata come la miglior scena di paura di sempre dall'Halloween TV special dell'emittente americana Bravo), il film è considerato da alcuni responsabile di aver esagerato la reale pericolosità degli squali. Benchley dichiarò che non avrebbe mai scritto il libro se avesse saputo che gli squali sarebbero assai meno pericolosi di come si crede, e che sarebbe molto raro essere attaccati o addirittura uccisi da uno squalo. Le relativamente rare vittime umane degli squali sarebbero in realtà degli "errori", morte per dissanguamento o annegamento dopo essere state morse per sbaglio e di certo non divorate o straziate. Gli squali carnivori, in realtà, si nutrono di pesci di piccole o medie dimensioni, esattamente come i più "simpatici" delfini. Benchley scrisse successivamente Shark Trouble, un libro di saggistica a proposito del comportamento degli squali e Shark Life, che descrive le sue immersioni con gli squali. Un gruppo di protezione si lamentò del fatto che il film rende difficoltoso far capire al pubblico che gli squali dovrebbero essere protetti anziché cacciati. Lo squalo fornì il modello per molti futuri film horror, tanto che la sceneggiatura del film horror fantascientifico del 1979 di Ridley Scott Alien venne soprannominata dagli esecutori: "Jaws in space." (che si può tradurre come "Lo squalo nello spazio").
Lo squalo è citato e preso in giro in molti altri film, come nella sequenza d'apertura di 1941: Allarme a Hollywood, diretto dallo stesso Spielberg. Altri riferimenti si possono trovare in Polpette (1979), L'aereo più pazzo del mondo (1980), Palla da golf (1980), E.T. l'extra-terrestre (1982), Scuola di polizia 5 - Destinazione Miami (1988), Ritorno al futuro Parte II (1989), Clerks - Commessi (1994), Generazione X (1995), In cerca di Amy (1997), Dawson's Creek (1998), Alla ricerca di Nemo (2003), Shark Tale (2004), Il ritorno della scatenata dozzina (2005), Vi presento i nostri (2010) assieme ad una mezza dozzina di riferimenti in varie scene dei Muppet.
Lo show televisivo Saturday Night Live propose numerosi sketch ambientati in una landshark (landa dello squalo), utilizzando musiche ed effetti sonori del film.
Jaws è stato trasposto in due videogiochi (Jaws e Jaws Unleashed), un'attrazione nel parco a tema Universal Studios Florida, e due musical: JAWS The Musical!, premiato nell'estate 2004 al Minnesota Fringe Festival; e Giant Killer Shark: The Musical, premiato nell'estate 2006 al Toronto Fringe Festival. È stato inoltre creato un gioco da tavolo, edito da Ravensburger.

## Sequel
Lo squalo ebbe tre seguiti che non riuscirono ad avere il successo che ebbe l'originale. Nessuno di questi film è stato diretto da Spielberg, che declinò l'offerta di girare un seguito del film per dedicarsi ad Incontri ravvicinati del terzo tipo con Richard Dreyfuss.
- Lo squalo 2 (1978) venne diretto da Jeannot Szwarc. Roy Scheider, Lorraine Gary e Murray Hamilton riprendono i ruoli già interpretati nel primo film. John D. Hancock fu inizialmente scelto come regista, ma a seguito di disaccordi coi produttori venne licenziato e rimpiazzato da Jeannot Szwarc. Il film fu il sequel di maggior successo della storia alla sua uscita, incassando oltre 200 milioni di dollari ed è generalmente considerato il migliore dei tre sequel.
- Lo squalo 3 (1983), venne distribuito in formato tridimensionale (3-D), ma vista l'impossibilità di trasmettere l'effetto in televisione o in cassetta il film venne rinominato Lo squalo 3. Dennis Quaid interpreta Michael Brody e Louis Gossett Jr. ha una parte nel film, mentre la maggior parte degli attori dei primi due film non tornò per questo seguito. Il film non ebbe lo stesso successo dei predecessori, e fu ampiamente stroncato dalla critica.
- Lo squalo 4 - La vendetta (1987), diretto da Joseph Sargent vede il ritorno nella saga di Lorraine Gary nel ruolo di Ellen Brody, mentre il resto del cast comprende Lance Guest, Michael Caine e Mario Van Peebles. Il film ebbe scarso successo ed è considerato il peggiore del franchise.[99][100]

## Imitazioni
Oltre ai tre seguiti, non si contano i film che imitano la storia del capostipite.
Alcuni di questi sono stati realizzati in Italia. Tra questi il più celebre è L'ultimo squalo (1981), remake dell'originale, diretto da Enzo G. Castellari e interpretato da James Franciscus, Joshua Sinclair e Vic Morrow, quest'ultimo nel ruolo del cacciatore di squali Ron Hamer che ricorda molto il personaggio di Quint come aspetto e modi. Il film ebbe molto successo soprattutto negli Stati Uniti dove venne distribuito con il titolo The Great White. Nel primo mese di programmazione negli Stati Uniti, il film di Castellari incassò 18 milioni di dollari, attirando così le ire della Universal, che stava preparando il terzo capitolo della saga e che intentò una causa per plagio contro la pellicola italiana, vincendola e ottenendo il suo ritiro dalle sale cinematografiche statunitensi.
Castellari aveva diretto un epigono dello Squalo anche precedentemente a L'ultimo squalo: Il cacciatore di squali, interpretato da Franco Nero e Werner Pochath, uscito nel 1979.
Altre due imitazioni italiane del film di Spielberg furono Tentacoli (in cui però il mostro marino non è uno squalo ma una piovra) di Ovidio G. Assonitis uscito nel 1977 e interpretato da tre grandi nomi del cinema hollywoodiano: John Huston, Henry Fonda (che sostituì all'ultimo momento John Wayne poiché malato) e Shelley Winters, e Shark - Rosso nell'oceano di Lamberto Bava uscito nel 1984 e interpretato da John Garko, William Berger e Iris Peynado. Entrambi i film riscossero un buon successo sia in Italia che negli Stati Uniti.
Nel 1977 uscì il film L'orca assassina (Orca: The Killer Whale in originale) con protagonista Richard Harris. La pellicola fu inizialmente criticata e malvista dalla maggior parte della critica e del pubblico proprio per la sua somiglianza con Lo Squalo, anche se l'animale assassino è un'orca, sebbene Harris negasse punti di contatto con il film precedente.